# Ciao Lassie/Valentina
Ciao Lassie/Valentina è un singolo di  Georgia Lepore, pubblicato nel 1979 dalla RCA Original Cast.

## Lato A
Ciao Lassie è un brano musicale inciso da Georgia Lepore come sigla della serie televisiva Lassie. Il brano è stato scritto da Paolo Amerigo Cassella su musica e arrangiamenti di Gianni Wright.

## Lato B
Valentina è un brano musicale inciso da Georgia Lepore nel 1979. Il brano è stato scritto da Paolo Amerigo Cassella su musica e arrangiamenti di Vito Tommaso. Il brano era stato realizzato come sigla della serie omonima che poi cambiò il titolo in Peline Story, venendo reincisa l'anno successivo sulla stessa base ma con testo diverso.